# Кремер, Арон Иосифович
Аро́н Ио́сифович Кре́мер, либо Арка́дий Кре́мер (1865, Свенцяны, Российская Империя — 1935, Вильно, Польша), российский политический деятель — участник революционного движения. Один из основателей еврейского рабочего движения в России в 1890-х годах. Один и из девяти делегатов 1-го съезда РСДРП, был одним из трех участников съезда, представлявших Бунд.
В 1891-1897 годах был ведущим пропагандистом и организатором еврейской социал-демократической группы в Вильно. Изданная в 1894 году брошюра Кремера «Об агитации» (под редакцией Ю. Мартова) способствовала переходу рабочего движения Вильно и других городов Российской империи от пропаганды в кружках к агитации в широких массах рабочего класса. Появление брошюры Кремера, приспособленной к реальным экономическим требованиям, явилась важным вкладом в деятельность социал-демократов в России на начальном этапе развития социал-демократического движения. В 1897 году Кремер стал одним из основателей Бунда.
На I съезде Российской социал-демократической партии был избран членом ее центрального комитета. Вскоре после I съезда РСДРП был арестован. Отбыв срок тюремного заключения за революционную деятельность, в 1900 году бежал заграницу, где продолжал свою деятельность в рядах Бунда. Как член ЦК Бунда вел борьбу с централизмом «искровцев» и отстаивал федеративный принцип построения партии. На II съезде РСДРП присутствовал с совещательным голосом. В 1905 году вернулся в Россию и участвовал в Первой русской революции.
В 1908 году отошел от политической деятельности. Вновь эмигрировал из России, в 1912-1921 годах получил инженерное образование и работал инженером-электриком во Франции. Позднее вернулся в Вильно, занимался преподавательской деятельностью. Супруга Арона Кремера, Пати (Матла Средницкая; 1867—1943), зубной врач, также была членом Бунда. Погибла во время Второй мировой войны в Вильнюсском гетто.